# 186835 Normanspinrad
186835 Normanspinrad este o planetă minoră (asteroid) din centura de asteroizi. A fost descoperită pe 27 martie 2004 la Saint-Sulpice de Bernard Christophe⁠(d). 
Obiectul prezintă o orbită caracterizată de o semiaxă mare de 2,3580693106884 UAi, o excentricitate de 0,12, o înclinație de 7,5 ° în raport cu ecliptica.